# Río Mayarí
Río Mayarí är ett vattendrag i Kuba.   Det ligger i provinsen Provincia de Holguín, i den östra delen av landet, 700 km öster om huvudstaden Havanna.